# U-139号潜艇 (1917年)
陛下之139号潜艇是德意志帝国海军建造的U-139级巡洋潜艇的首艇。它由基尔的日耳曼尼亚船厂承建，于1917年12月3日下水，至1918年5月18日交付使用。U-139号是在第一次世界大战期间服役的329艘德国潜艇之一，曾参加过大西洋潜艇战。在其仅有的一次巡逻中，共击沉协约国或中立国的3艘商船（6301总吨）和1艘辅助军舰（487总吨）。战后，该艇于1918年11月20日移交法国正式投降，并以阿尔布龙号（法語：Halbronn）之名在法国海军服役，直至1936年拆解报废。

## 设计

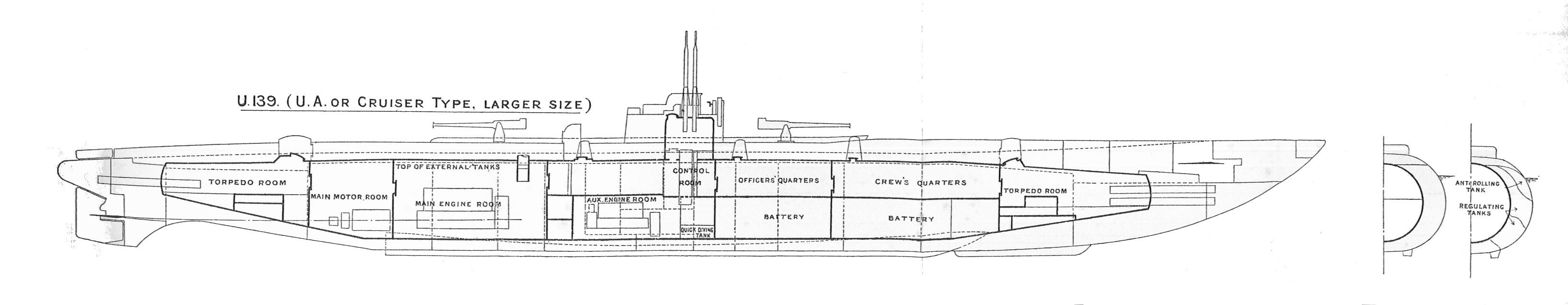
U-139级潜艇平面及剖面图

U-139号是U-139级巡洋潜艇的命名艇。这是德国有史以来最大型的军用潜艇之一，体积甚至超过了二战中最大的X级潜艇。它的水面排水量1930吨，水下则高达2483吨；全长92米，舷宽9.12米，有5.27米的吃水深度，安全潜航深度75米。推进系统为两台总功率为3,300匹公制馬力（2,427千瓦特）的六缸四冲程柴油发动机和两台总功率为1,780匹公制馬力（1,309千瓦特）的双电动发电机，可分别提供最高15.3節（28.3每小時）的水面航速和最高7節（13每小時）的水下航速，8節（15每小時）航速时的水面续航里程为17,750海里（32,870）、4.5節（8.3每小時）航速时则可在水下巡航53海里（98）。额定船员编制66人，另配有21名俘虏舱位，甚至有1张专为被俘军官预留的铺位。为了满足海上长时间巡航的需求，该艇还装备有以柴油机排出的高温废气为能源的海水淡化装置，并为此而搭载了总功率为900匹公制馬力（662千瓦特）的两台辅助柴油发电机。
U-139号装备有六具直径为500毫米的鱼雷发射管，其中艇艏四具、艉部两具，并可合共搭载至多24枚G6型鱼雷。作为辅助武器的甲板炮是两门150毫米45倍径艇用高射炮，为提高射速还配备了扬弹机。舰桥后部安装了一具大型测距仪，用于提高火炮射击精度。潜望镜从以往的单目式改为双目式，司令塔的指挥中心外壳采用90毫米厚的钢板作为防护装甲，以抵御敌方商船通常携带的火炮；而耐压壳体也比往常厚了25毫米，以增加潜航深度。艇艛则升高了2米，这样即便被炮弹命中也不会穿透耐压壳体。因此，它既适用于无限制潜艇战，也适用于捕获法则下的破交战。但由于交付太晚，它已无法对一战的进程产生显著影响。

## 历史

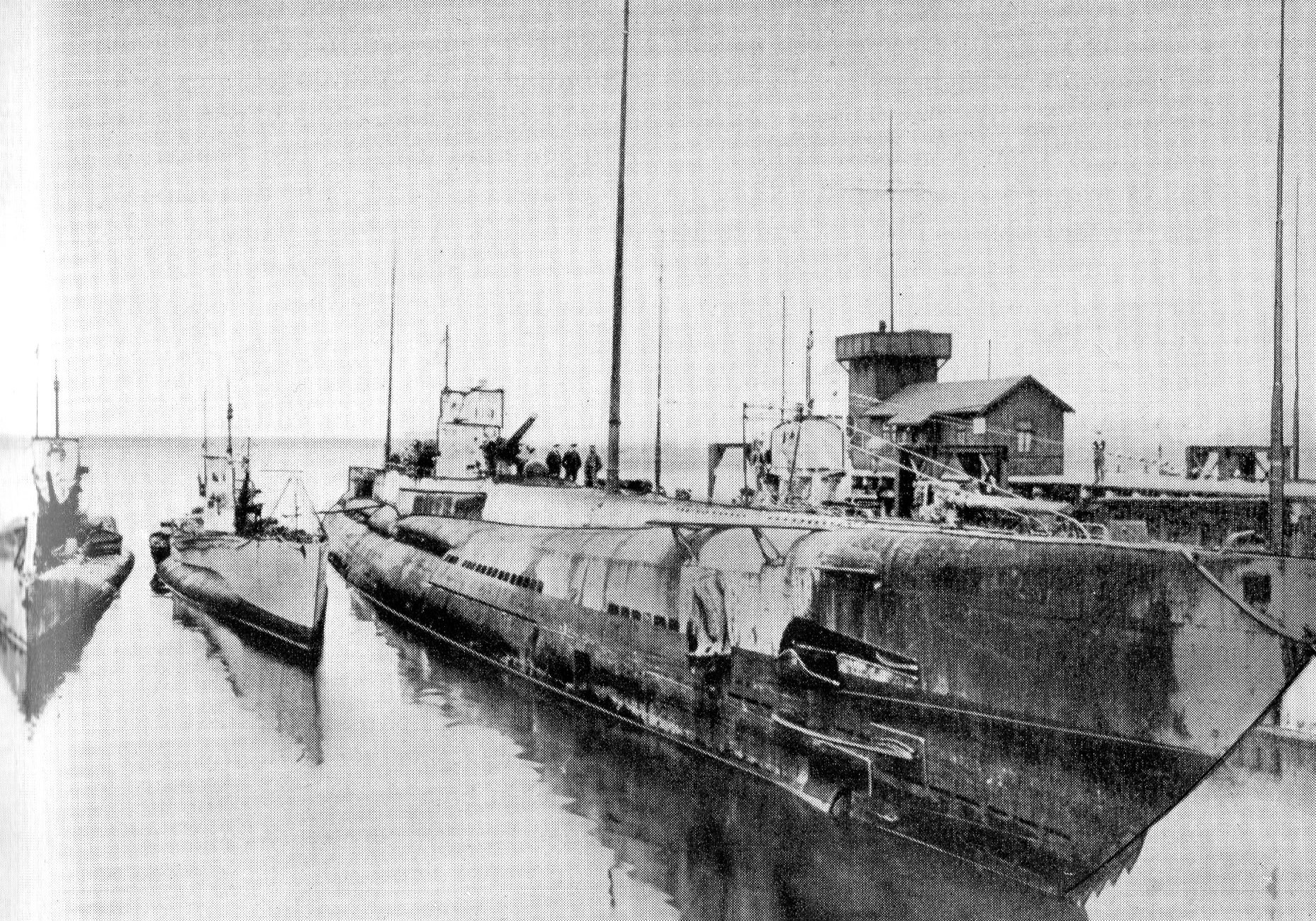
U-139号于1918年10月驻泊在黑尔戈兰，左侧两艘为UB型潜艇

U-139号是由德意志帝国海军作为N项战时订单（Kriegsauftrag N）的一部分，于1916年8月1日向基尔的日耳曼尼亚船厂订购，建造编号为300。艇体于1917年12月3日下水，并一度以不久前阵亡的德国U艇功勋指挥官瓦尔特·施维格命名。至1918年5月18日，该艇在首任暨唯一一任艇长、海军上尉洛塔尔·冯·阿尔诺·德·拉·佩里耶的指挥下正式交付使用。佩里耶是德国海军的王牌指挥官，此前曾率U-35号潜艇累计击沉逾44.5万吨的船舶。完成海试后，U-139号被编入驻基尔的巡洋潜艇部队（U-Kreuzer-Verband）服役，并一直隶属于该部队直至战争结束。
第一次世界大战期间，U-139号曾奉命前往美国东岸展开猎杀巡航。但由于出发时间太晚，行至中途即被通知掉头返航。尽管如此，该艇还是在途中击沉3艘（6301总吨）、击伤1艘（2502总吨）协约国船舶；并于1918年10月14日行动中击沉1艘葡萄牙海军的军用拖网船（487总吨）。当时，U-139号在北大西洋东部准备袭击由奥古斯托·德·卡斯蒂略号军用拖网船护航的葡萄牙客货轮圣米格尔号（São Miguel）。卡斯蒂略号通过与U-139号驳火数小时来掩护圣米格尔号逃脱，直至自己在亚速尔群岛西南约100海里（190）处遭摧毁。被U-139号击沉的最大型船舶则是载有3309吨磷酸盐的英国货轮白兰斯号（Bylands），它于1918年10月1日在从邦纳驶往都柏林的途中，至比亚诺角西北约150海里（280）沉没。
战后，根据对德停战协议的要求，U-139号于1918年11月24日作为战利品移交法国。从1921年10月6日至1937年7月24日期间，它被重命名为“阿尔布龙号”投入法国海军服役，后于1936年拆解报废。

## 袭击历史摘要
| 日期           | 船名                   | 船籍         | 吨位 | 结局 |
| -------------- | ---------------------- | ------------ | ---- | ---- |
| 1918年10月1日  | 白兰斯号               | 英国         | 3309 | 击沉 |
| 1918年10月1日  | 马宁号                 | 義大利王國   | 2691 | 击沉 |
| 1918年10月1日  | 珀斯号                 | 英國皇家海軍 | 2502 | 击伤 |
| 1918年10月2日  | 卡瓦杜河号             | 葡萄牙       | 301  | 击沉 |
| 1918年10月14日 | 奥古斯托·德·卡斯蒂略号 | 葡萄牙       | 487  | 击沉 |

## 脚注
1. ↑  Helgason, Guðmundur. . German and Austrian U-boats of World War I - Kaiserliche Marine - Uboat.net.   [2014-12-07].
2. ↑  Gröner 1991，第19-21頁.
3. 1 2  Helgason, Guðmundur. . German and Austrian U-boats of World War I - Kaiserliche Marine - Uboat.net.   [2015-01-26].
4. 1 2  Gröner 1991，第17–19頁.
5. ↑  陈进，第188頁.
6. ↑  Uttridge，第32頁.
7. ↑  Herzog，第136頁.
8. ↑  陈进，第189頁.
9. ↑  Herzog，第123頁.
10. ↑  Atlântico Norte (14 de Outubro de 1918) 的存檔，存档日期2009-12-28.
11. ↑  Helgason, Guðmundur. . German and Austrian U-boats of World War I - Kaiserliche Marine - Uboat.net.   [2021-12-27].
12. ↑  Herzog，第92頁.
13. ↑  Roche.
14. ↑  .   [2021-12-27]. 原始内容存档于2013-03-10.
15. ↑  Helgason, Guðmundur. . German and Austrian U-boats of World War I - Kaiserliche Marine - Uboat.net.   [2014-12-07].